# أوكسبو (لوحة)
أوكسبو (بالإنجليزية: The Oxbow)، هي لوحة مناظر طبيعية لتوماس كول، مؤسس مدرسة نهر هدسون. تصور اللوحة بانوراما رومانسية لوادي نهر كونيتيكت بعد عاصفة رعدية. فُسرت على أنها مواجهة بين البرية والحضارة.